# Zoraida superba
Zoraida superba är en insektsart som beskrevs av Frederick Arthur Godfrey Muir 1913. Zoraida superba ingår i släktet Zoraida och familjen Derbidae. Inga underarter finns listade i Catalogue of Life.